# Brien McMahon
Ne doit pas être confondu avec Brian McMahon.
Brien McMahon (né James O'Brien McMahon le 6 octobre 1903 - mort le 28 juillet 1952) est un avocat et un homme politique américain. Il a été représentant démocrate du Connecticut au Sénat des États-Unis de 1945 à 1952. McMahon a été un personnage clé dans l'établissement de la Commission de l'énergie atomique des États-Unis, ayant notamment écrit l'Atomic Energy Act de 1946 (surnommé le McMahon Act).
Chef du comité sénatorial spécial sur l'énergie atomique ainsi que premier dirigeant du Joint Committee on Atomic Energy, McMahon a été impliqué dès les premiers moments du développement des armes nucléaires. Il militait pour le contrôle civil (et non militaire) de la recherche nucléaire américaine.
En 1952, il a proposé la création d'une « armée » de jeunes Américains afin qu'ils puissent agir comme des « missionnaires de la démocratie », ce qui a semé l'idée de ce qui est devenu plus tard les Corps de la Paix.

## Jeunesse et début de carrière
McMahon naît en 1903 à Norwalk (Connecticut). Il fréquente l'université Fordham, dont il sera diplômé en 1924. Par la suite, il entre à la Yale Law School et en est diplômé en 1927. La même année, McMahon change son nom pour Brien McMahon alors qu'il est admis au barreau.
McMahon commence à travailler à Norwalk et, après un certain temps, est nommé juge par le gouverneur Wilbur L. Cross (en). Cependant, peu de temps après, en 1933, McMahon démissionne pour devenir assistant spécial du procureur général des États-Unis Homer Cummings, lui aussi natif du Connecticut. En 1935, McMahon devient assistant du procureur général (en) affecté à la division criminelle (en) du département de la Justice. Il y traite des dossiers tels ceux de l'avocat de John Dillinger ainsi que des poursuites contre le gang de Baby Face Nelson. McMahon se démarque lors du dossier de la mine de charbon de comté de Harlan, dont le procès sera l'une des bases de l'élaboration du National Labor Relations Act. « [Malgré une] conclusion décevante du dossier, [...] McMahon [...] s'est fait connaître du public et s'y est fait une réputation d'un défenseur honnête et courageux de la justice, ce qui l'aidera par la suite dans ses ambitions politiques. ».
En 1939, McMahon quitte ses fonctions et retourne pratiquer le droit. En février 1940, il se marie avec Rosemary Turner. Le couple donne naissance à une petite fille, Patricia.

## Carrière politique
« [à la suite des bombardements atomiques d'Hiroshima et Nagasaki] C'est l'événement historique le plus important depuis la naissance de Jésus Christ. »

— Brien McMahon, The Myths of August
Par la suite, McMahon prépare une campagne électorale pour être élu au Sénat des États-Unis. Il est élu en 1944, battant John A. Danaher (en) en opposant à la vision isolationniste de ce dernier une vision internationaliste.
À la fin de 1945, McMahon est nommé à la tête du comité sénatorial spécial sur l'énergie atomique, qui travaille sur des alternatives à l'approche May-Jonhson prônée par le département de la défense. McMahon n'a pas de connaissance particulière concernant l'énergie atomique, mais comme nouveau sénateur, il y voit une occasion de se faire valoir, surtout que l'approche May-Johnson essuie de plus en plus d'attaques de la part du milieu scientifique et qu'elle perd de l'appui auprès de la Maison-Blanche. Le comité spécial de McMahon tient plusieurs audiences entre la fin de 1945 et le début de 1946. Ces dernières amènent plusieurs arguments majeurs en faveur de la gestion domestique d'après-guerre de l'énergie atomique. Le 20 décembre 1945, McMahon propose ce qui sera par la suite connu sous le nom de McMahon bill. Prônant une approche très libérale du contrôle de la recherche scientifique, il obtient un grand support des scientifiques. 

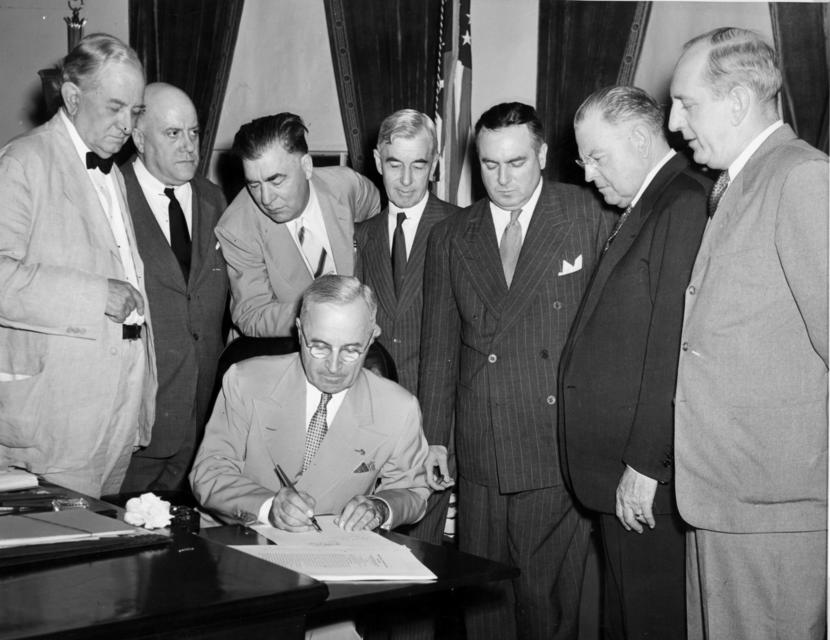
Signature de lAtomic Energy Act de 1946. McMahon est au centre, touchant le bras gauche de Truman.

McMahon accentue la division militaire/civil concernant le contrôle de l'énergie atomique. Au printemps 1946, la proposition de McMahon est l'objet de plusieurs révisions majeures afin d'obtenir l'appui de sénateurs plus conservateurs. La loi est signée le 1er août par le président Harry Truman sous le nom de Atomic Energy Act of 1946.
La loi prévoit la formation du Joint Committee on Atomic Energy. McMahon le dirigera en 1946, puis de 1949 à 1952. Il y prône notamment l'agrandissement de l'arsenal nucléaire américain et le développement de la bombe à hydrogène.
En 1950, il est réélu au Sénat. En 1952, il se lance dans une campagne présidentielle avec le slogan The Man is McMahon et pour principale plateforme d'« assurer la paix dans le monde par la peur des armes nucléaires. » Cependant, il reçoit la même année un diagnostic de cancer. De son lit d'hôpital, il envoie un message à la convention d'État du parti démocrate, qui se tient à Hartford. Il y affirme que s'il est élu président, il demandera à la Commission de l'énergie atomique des États-Unis de construire des milliers de bombes à hydrogène.
McMahon meurt la même année à l'âge de 48 ans. Il est enterré au St. Mary’s Cemetery de Norwalk.

## Héritage

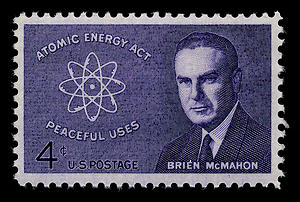
Timbre commémoratif de McMahon, 1962

Un timbre commémoratif est créé en sa mémoire et émis pour la première fois le 28 juillet 1962  dans sa ville natale (Norwalk). On y présente côte-à-côte et de même taille un symbole atomique (à gauche) et un portrait de McMahon (à droite).
L'école secondaire Brien McMahon (en) de Norwalk a été nommée en son honneur, tout comme le McMahon Hall de l'université du Connecticut.
Brien McMahon est présenté dans le documentaire The Atomic Cafe (en) (1982).